# ケビン・ナイト
ケビン・ナイト（Kevin Knight、1997年1月1日 - ）は、アメリカ合衆国のプロレスラー。ジョージア州アトランタ出身。新日本プロレス、AEW所属。

## 経歴

### インディ団体
高校では陸上競技、大学ではアメリカンフットボールをしていた。2019年8月2日にプロレスラーとしてデビュー。2020年の前半まで、アメリカやカナダのインディ団体で活動していた。

### 新日本プロレス
2020年に新日本プロレスのLA道場に入門し、「ヤングライオン」として柴田勝頼から指導を受けた。同年12月12日のスーパーJカップにて、怪我のため欠場したカール・フレドリックスの代理として出場し新日デビュー。成田蓮とのタッグでヒクレオ、KENTAと対戦したが、敗れた。
2021年はLA道場の同期生であるフレドリックスやクラーク・コナーズ、アレックス・コグリンらとタッグを組み、NJPW STRONGで試合を行ったが、大半の試合に敗れた。7月にはザ・DKCとのタッグでSTRONGのタッグチームトーナメントに出場したが、1回戦で敗れた。
2022年5月にはDKCとのタックでAEWに参戦し、QTマーシャルがリーダーを務めるユニット「ザ・ファクトリー」のアーロン・ソロ、ニック・コモロトと対戦したが、敗れた。試合後にファクトリーの面々から襲撃されたが、LA道場のメンバーによって救出された。この翌週にはコナーズ、フレドリックス、コグリン、上村優也と組み、LA道場対ファクトリーの10人タッグマッチに勝利した。10月に開催された「Rumble on 44th Street」ではDKCとのタッグでフォーエバー・フーリガンズに勝利した。この翌日にはDKCとのタッグでSTRONG無差別級タッグ王座に挑戦し、トリプルスレットマッチでモーターシティ・マシンガンズ、オージー・オープンと対戦したが、勝利することはできなかった。
2022年11月20日のHistoric X-overの第0試合に出場し、コナーズ、コグリン、ゲイブリエル・キッドと組んで8人タッグマッチに勝利。日本で公式戦に出場するのはこれが初であった。試合後にはLA道場で自身のトレーナーを務めたこともあるKUSHIDAと組み、SUPER Jr. TAG LEAGUEに出場することが発表された。タッグリーグではヤングライオンが着用する黒いトランクスを脱いで新たにオレンジのコスチュームとサングラスを着用し、ヤングライオンからの卒業をアピールした。その後はKUSHIDAとのタッグでインパクト・レスリングにも出場した。
2023年1月18日のAEWダイナマイトでは、AEW・TNT王座に挑戦したKUSHIDAのセコンドについた。4月27日にはKUSHIDAとのタッグでIWGPジュニアタッグ王座に挑戦し、UNITED EMPIREのTJP、フランシスコ・アキラに勝利。自身初のタイトル獲得となった。
10月9日、KUSHIDAをパートナーにクラーク・コナーズ＆ドリラ・モロニー組の持つIWGPジュニアタッグ王座に挑戦し敗北。

### AEW
2025年3月29日、AEWコリジョンにてジェイ・ホワイトとのシングルマッチで敗れたが、試合後にAEW入団を発表。また、今後は新日本プロレスとの2団体所属となる。

## タイトル歴
新日本プロレス
- IWGPジュニアタッグ王座（第71代・第76代 w/ KUSHIDA）